# Robert Earnshaw
Robert Earnshaw (Mufulira, 1981. április 6. –) zambiai születésű walesi labdarúgó, edző. Az egyetlen játékos, aki az első négy angol osztály mindegyikében, az FA-Kupában, a Ligakupában és válogatottjában is tudott mesterhármast szerezni.

## Gyermekkora
Earnshaw egy zambiai bányászvárosban, Mufulirában született,  ötéves  korában a család átköltözött Malawiba, mivel édesapja egy ottani bányában kapott állást. Robert itt kezdte meg tanulmányait. Nem sokáig maradtak itt, 1990-ben Caerphillybe költöztek, egy walesi kisvárosba Cardiff közelében. Robert itt egy helyi klub utánpótláscsapatában kezdett futballozni és egy szezon alatt 60-80 gólt szerzett.

## Pályafutása

### Cardiff City
Rengeteg góljára hamar felfigyelt a Cardiff City ificsapatának edzője, Gavin Tait, aki 1997-ben meg is hívta Earnshaw-t az egyik edzésre, ami után szerződést is ajánlott neki a klub. 1998-ban kézhez kapta első profi kontraktusát. Ebben az időben kedvenc csapata, a Manchester United is szerette volna leigazolni.
Amikor 2000-ben kölcsönben a Greenock Mortonhoz került, úgy tűnt, nem lesz túl fényes a karrierje a Cardiffnál. Visszatérése után azonban ő lett a szurkolók egyik legnagyobb kedvence a Ninian Parkban.

### West Bromwich Albion
Earnshaw 2004-ben a West Bromhoz igazolt 3 millió fontért. Egy Liverpool elleni meccsen mutatkozhatott be, ahol a csapat 3-0 arányban kikapott. 2005. március 19-én a Charlton Athletic ellen mesterhármast szerzett, amivel az első olyan játékos lett, aki mind a négy angol profi ligában lőtt már három gólt egy meccsen. A 2005/06-os szezonban ugyan még a WBA játékosa maradt, de egyre nehezebben tudta felvenni a versenyt Diomany Kamarával és Nathan Ellingtonnal a csapatba kerülésért.

### Norwich City
A 2006-os téli átigazolási időszak utolsó napján Earnshaw a Norwich Cityhez szerződött, ahol alig néhány hétre rá két gólt lőtt a Brighton ellen. A szezon végéig a csatár még hat alkalommal talált be. 2007 januárjáig ő vezette a másodosztály góllövőlistáját 17 góllal, de megsérült, ami miatt az évad többi meccsét ki kellett hagynia.

### Derby County
A Kosok 3,5 millió fontot költöttek Earnshaw-ra 2007 nyarán, amivel megdöntötték saját átigazolási rekordjukat. Egy Portsmouth elleni meccsen mutatkozott be. Első gólját 2008 januárjában szerezte a Derby színeiben egy Preston North End elleni FA Kupa-meccsen.Az első Premier League gólját Arsenal ellen rúgta, amely 6-2-re végződött Arsenal számára.

### Nottingham Forest
2008 májusában a Nottingham Foresthez igazolt, ahol három évre szóló szerződést írt alá. A Reading ellen debütált 2008. augusztus 10-én, a meccs 0-0-ra végződött. A második meccsén rúgta az első gólját a Morecambe ellen az angol labdarúgó-ligakupában 2008. augusztus 13-án. Az első Championship gólját a Watford ellen rúgta 2008. augusztus 23-án a City Ground-on.

## Válogatott

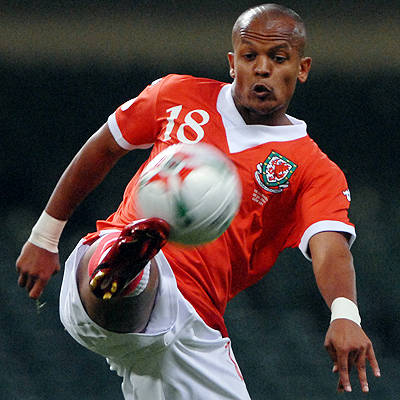
Earnshaw a walesi-válogatottban

Earnshaw 2002-ben robbant be a köztudatba, amikor a walesi válogatottban való debütálása alkalmával győztes gólt szerzett a német válogatott ellen. Azon a meccsen a találkozó legjobbjának is megválasztották. Néhány hónappal később megválasztották az év legjobb walesi labdarúgójának is. 2004 februárjában mesterhármast szerzett a skótok ellen.

## Magánélete
Fia, Silva Mexes (2010–), a Manchester United játékosa és thai utánpótlás-válogatott.